# SIX Swiss Exchange

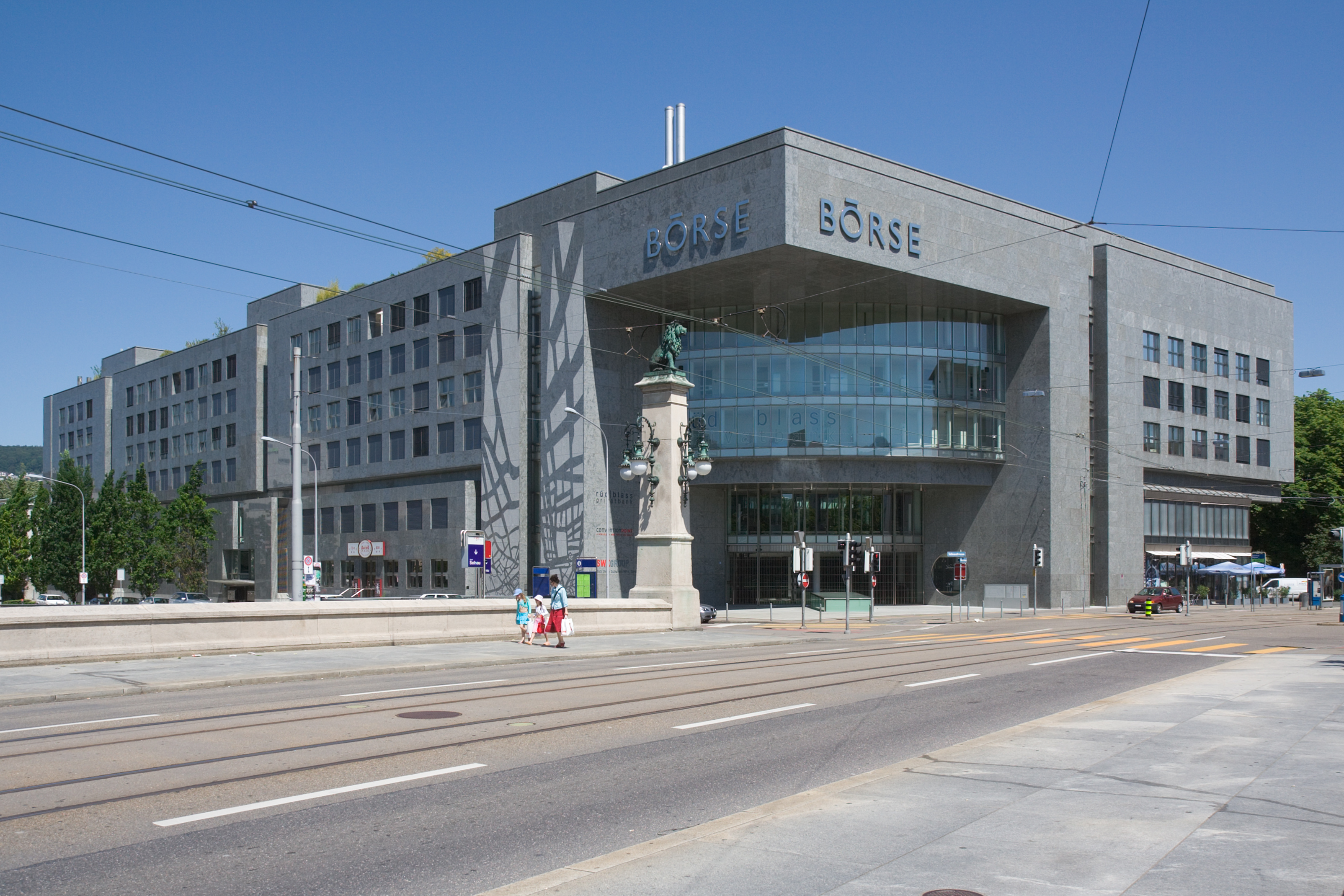
Sede da SIX Swiss Exchange em Zurique

A SIX Swiss Exchange ou simplesmente SIX, é o principal mercado de ações e bolsa de valores da Suíça. A SIX Swiss Exchange é sediada em Zurique e comercializa títulos privados e públicos, como os títulos do governo suíço, e derivativos.
O principal índice do mercado acionário na SIX Swiss Exchange é o SMI, o índice do mercado suíço. O índice é composto das 20 ações mais significativas de títulos com base na capitalização de mercado de free float.
SIX Swiss Exchange foi a primeira bolsa de valores no mundo a incorporar um sistema totalmente automatizado de negociação, compensação e de liquidação em 1995. A troca é controlada por uma associação de 55 bancos. Cada um destes bancos têm iguais direitos de voto em matéria de tomada de decisões relativas à gestão e regulação do câmbio.
SIX Swiss Exchange é o co-proprietário da Eurex, maior mercado de futuros do mundo, e parceiro da bolsa alemã Deutsche Börse na comercialização de derivativos. Em julho de 2004 no entanto SIX Swiss Exchange rejeitou uma aguardada proposta de fusão dela com a bolsa alemã Deutsche Börse, frustrando muitos investidores, mas justificando que o seu mercado acionário é suporte fundamental muitas empresas locais (que atuam somente na Suíça) listadas na SIX Swiss Exchange.